# Greg Lee
Gregory Scott "Greg" Lee (Reseda, California, 12 de diciembre de 1951-San Diego, California, 21 de septiembre de 2022) fue un jugador de baloncesto estadounidense que jugó en la NBA, en la ABA y tres temporadas en la Basketball Bundesliga. Con 1,91 metros de estatura, lo hacía en la posición de base. Entre 1971 y 1982 formó parte además del circuito profesional de vóley playa.

## Trayectoria deportiva

### Universidad

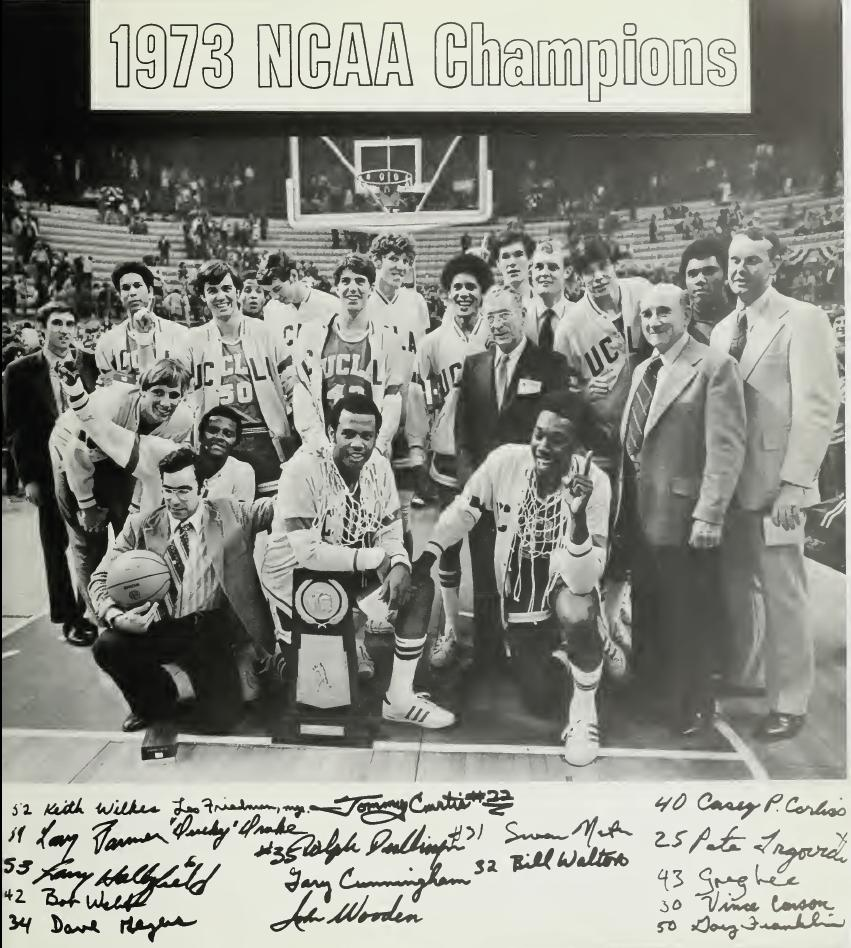
Celebración del título de 1973

Jugó durante tres temporadas con los Bruins de la Universidad de California en Los Ángeles, en las que promedió 5,8 puntos y 1,5 rebotes por partido. Fue el base titular en las tres ocasiones consecutivas que su equipo alcanzó la Final Four de la NCAA, logrando ganar los campeonatos de 1972 y 1973. Fue pieza clave en la consecución del título en su temporada sénior, repartiendo 14 asistencias en la final ante Memphis, la mayor parte de ellas a Bill Walton, ayudándole en su legendaria marca de 21 de 22 lanzamientos a canasta anotados.

### Profesional
Fue elegido en el puesto 115 del Draft de la NBA de 1974 por Atlanta Hawks, y también en el puesto 44 del Draft de la ABA por los San Diego Conquistadors, fichando por estos últimos. Allí jugó solo cinco partidos, en los que promedió 3,6 puntos y 2,6 rebotes.
Al año siguiente los Atlanta Hawks cedieron sus derechos a Portland Trail Blazers, con quienes jugó únicamente otros cinco partidos, en los que promedió 1,2 puntos y 1,2 asistencias. Completó su carrera en el baloncesto profesional jugando tres temporadas en el Bayer Giants Leverkusen alemán.

## Estadísticas de su carrera en la NBA y la ABA

### Temporada regular
| Año     | Equipo          | PJ | PT | MPP  | %TC  | %3P | %TL   | RPP | APP | ROB | TPP | PPP |
| ------- | --------------- | -- | -- | ---- | ---- | --- | ----- | --- | --- | --- | --- | --- |
| 1974-75 | San Diego (ABA) | 5  | -  | 12.6 | .533 | -   | 1.000 | .6  | 2.6 | .8  | .0  | 3.6 |
| 1975-76 | Portland        | 5  | -  | 7.0  | .500 | -   | 1.000 | .4  | 2.2 | .4  | .0  | 1.2 |
| Total   | Total           | 10 | -  | 9.8  | .526 | -   | 1.000 | .5  | 2.4 | .6  | .0  | 2.4 |